# See (serial)
See este un serial de televiziune dramatic științifico-fantastic american produs pentru Apple TV+ și cu Jason Momoa și Alfre Woodard în rolurile principale. Serialul are loc într-o distopie post-apocaliptică într-un viitor îndepărtat, unde descendenții umanității și-au pierdut simțul văzului, iar capacitatea de a vedea este considerată un mit. Povestea are loc în jurul a doi copii gemeni (Kofun și Haniwa) cu simțul vederii care se nasc într-un trib de munteni.
See a fost creat de Steven Knight⁠(d). Anders Engström a regizat majoritatea episoadelor. De asemenea, în alte roluri apar Sylvia Hoeks⁠(d), Hera Hilmar⁠(d), Christian Camargo⁠(d), Archie Madekwe⁠(d), Nesta Cooper⁠(d) și Yadira Guevara-Prip⁠(d). Printre producătorii executivi se numără Knight, Lawrence, Peter Chernin⁠(d), Jenno Topping⁠(d) și Kristen Campo.
Serialul a avut premiera la 1 noiembrie 2019, iar un al doilea sezon a avut premiera la 27 august 2021. Al treilea și ultimul sezon a avut premiera la 26 august 2022 și s-a încheiat la 14 octombrie 2022.

## Premisă
În secolul al XXI-lea, un virus a distrus cea mai mare parte a umanității. Mai puțin de două milioane de oameni au supraviețuit și toți descendenții lor și-au pierdut simțul vederii. See are loc câteva secole mai târziu, moment în care societatea a găsit noi modalități de a interacționa social, de a construi, de a vâna și de a supraviețui fără vedere, deși la un nivel economic mult mai scăzut; umanitatea s-a întors la societățile tribale de vânători-culegători și de tip medieval. Cunoștințele despre lumea veche și vedere s-au pierdut sau s-au distorsionat; se crede că materiale precum metalul, betonul și plasticul au fost create supranatural de zei. Conceptul de vedere a devenit un mit și orice mențiune despre aceasta este considerată erezie.
Acțiunea din See are loc într-o zonă contestată de doi rivali: Regatul Payan (capitala: Kanzua) și Republica Trivantiană (capitala: Trivantes). În munți, o femeie însărcinată pe nume Maghra caută adăpost la tribul Alkenny. Șeful tribului, Baba Voss, care este infertil, se căsătorește cu ea și îi adoptă copiii. Tatăl lor biologic, Jerlamarel, este căutat de Regina Regatului Payan pentru erezia de a fi „văzător” (abilitatea naturală de a vedea). S-a răspândit vestea despre Jerlamarel care a născut copii, determinând o vânătoare de vrăjitoare a lui Jerlamarel și a urmașilor săi (vânătoare condusă de generalul Tamacti Jun). Baba Voss trebuie să-și protejeze atât familia, cât și tribul împotriva armatei Reginei.

### Locuri
Deși a fost filmat în provinciile canadiene Columbia Britanică și Ontario, povestea are loc în ceea ce a fost Pennsylvania de Vest. Unele nume și locuri cheie din serial – în ciuda diferențelor datorate schimbării limbii – pot fi identificate:
Sursa:
- Alkenny — Alleghany
- Kanzua — Barajul Kinzua
- Pennsa — Colegiul de stat[7]
- Trivantes - Pittsburgh

## Distribuție
- Jason Momoa – Baba Voss, un războinic neînfricat și liderul tribului Alkenny. El este soțul Maghrei, fratele mai mare al lui Edo Voss, și tatăl adoptiv al lui Kofun și Haniwa, copii născuți cu simțul văzului, acum latent. El plasează siguranța familiei, a prietenilor și a tribului său ca prioritate pentru a-i proteja de Vrăjitori. Acesta a fost al doilea rol principal de televiziune al lui Jason Momoa (după ce a jucat în serialul canadian Frontier).
- Sylvia Hoeks – regina Sibeth Kane, conducătoarea Regatului Payan și sora mai mare a Maghrei. Ea își exercită puterea fără milă și ucide pe oricine răspândește erezie cu privire la simțul văzului.
- Hera Hilmar –  Maghra Kane, care s-a alăturat tribului Alkenny ca străină și s-a căsătorit cu Baba Voss. Ea este sora mai mică a lui Sibeth și mama lui Kofun și Haniwa. Ocrotitoare cu înverșunare față de familia ei, Maghra va face tot ce este necesar pentru a-i menține în viață.
- Christian Camargo – Tamacti Jun, colectorul de taxe regal și generalul vânătorilor de vrăjitoarelor al armatei Payan. Soldat strălucit și violent, el este însărcinat să-i găsească pe cei cu vedere, în special pe copiii lui Jerlamarel.
- Archie Madekwe – Kofun, fiul lui Baba Voss și Maghra și fiul biologic al lui Jerlamarel, care are capacitatea de a vedea. Atent și inteligent, devine mai precaut decât sora lui geamănă Haniwa.
- Nesta Cooper – Haniwa, fiica lui Baba Voss și Maghra și fiica biologică a lui Jerlamarel, care are și capacitatea de a vedea. Mândră, hotărâtă și puternică, ea devine mai rebelă decât fratele ei geamăn Kofun și mai curioasă cu privire la adevăratele lor origini.
- Yadira Guevara-Prip – Bow Lion (sezonul 1; invitată în sezoanele 2–3), un aliat feroce al lui Baba Voss și un membru al tribului Alkenny. Ea este fiica Visătorului și posedă abilitățile unui „Războinic al Umbrei”, având capacitatea rară de a se mișca fără a fi detectat prin sunet sau miros.
- Alfre Woodard – Paris (sezoanele 1-2), un membru înțelept în vârstă al tribului Alkenny. Înțelepciunea ei înnăscută îl ghidează pe Baba Voss, mai ales în perioadele de criză, și acționează ca o figură maternă pentru el. Ea servește și ca șaman al tribului.

## Episoade
| Sezonul | Sezonul | Episoade | Episoade | Premiera TV      | Premiera TV       |
| Sezonul | Sezonul | Episoade | Episoade | Prima lansare    | Ultima lansare    |
| ------- | ------- | -------- | -------- | ---------------- | ----------------- |
|         | 1       | 8        | 8        | 1 noiembrie 2019 | 6 decembrie 2019  |
|         | 2       | 8        | 8        | 27 august 2021   | 15 octombrie 2021 |
|         | 3       | 8        | 8        | 26 august 2022   | 14 octombrie 2022 |

### Sezonul 1 (2019)
| Nr. în serial | Nr. în sezon | Titlu                    | Regizat de                 | Scris de                                                                                  | Data lansării     |
| --- | ------------ | ------------------------ | -------------------------- | ----------------------------------------------------------------------------------------- | ----------------- |
| 1 | 1            | „Godflame”               | Francis Lawrence           | Steven Knight                                                                             | 1 noiembrie 2019  |
| Într-un viitor distopic în care oamenii și-au pierdut simțul văzului, Maghrei i se nasc doi copii, ea este un nou venit în tribul Alkenny care trăiește într-un peisaj de pădure luxuriantă. Între timp, regina Kane — conducătaorea orașului Kanzua, i-a ordonat lui Tamacti Jun, generalul armatei Vânători de vrăjitoare, să găsească „vrăjitoarele” — pe cei care promovează conceptul de vedere sau răspândesc cunoștințele lui Jerlamarel, un om care poate vedea. În așezarea tribului Alkenny, liderul Baba Voss — tatăl adoptiv al copiilor și soțul Maghrei — pregătește satul pentru lupta împotriva armatei Vânătorilor de vrăjitoare. Un membr al tribului, Gether Bax, îi trădează pe Alkenny dezvăluind loul așezării lui Tamacti Jun și menționând zvonurile că tatăl copiilor este Jerlamarel. Baba Voss și Alkenny se angajează într-o luptă sângeroasă pentru a apăra așezarea. Cu locația compromisă și armata lui Tamacti Jun acum în urmărirea lor, Baba Voss și Paris urmează indiciile lui Jerlamarel și îi conduc pe Alkenny către un pod nou descoperit care le oferă trecerea din vale. Baba Voss distruge podul împiedicând urmăritorii lor să-i prindă. După mai multe zile de călătorie, cei din tribul Alkenny găsesc o nouă zonă pentru a crea o așezare. |              |                          |                            |                                                                                           |                   |
| 2 | 2            | „Message in a Bottle”    | Francis Lawrence           | Steven Knight                                                                             | 1 noiembrie 2019  |
| 3 | 3            | „Fresh Blood”            | Francis Lawrence           | Steven Knight and Hadi Nicholas Deeb                                                      | 1 noiembrie 2019  |
| 4 | 4            | „The River”              | Anders Engström            | Steven Knight și Hadi Nicholas Deeb                                                       | 8 noiembrie 2019  |
| 5 | 5            | „Plastic”                | Anders Engström            | Poveste de: Steven Knight și Soo Hugh Scenariu de: Steven Knight și Jonathan E. Steinberg | 15 noiembrie 2019 |
| 6 | 6            | „Silk”                   | Stephen Surjik             | Steven Knight și Jonathan E. Steinberg & Dan Shotz                                        | 22 noiembrie 2019 |
| 7 | 7            | „The Lavender Road”      | Frederick E.O. Toye        | Steven Knight și Robert Levine                                                            | 29 noiembrie 2019 |
| 8 | 8            | „House of Enlightenment” | Salli Richardson-Whitfield | Steven Knight și Jonathan Tropper                                                         | 6 decembrie 2019  |

### Sezonul 2 (2021)
| Nr. în serial | Nr. în sezon | Titlu                      | Regizat de                            | Scris de         | Data lansării      |
| ------------- | ------------ | -------------------------- | ------------------------------------- | ---------------- | ------------------ |
| 9             | 1            | „Brothers and Sisters”     | Simon Cellan-Jones                    | Jonathan Tropper | 27 august 2021     |
| 10            | 2            | „Forever”                  | Frederick E.O. Toye & Anders Engström | Stephen Tolkin   | 3 septembrie 2021  |
| 11            | 3            | „The Compass”              | Frederick E.O. Toye & Anders Engström | Shelley Meals    | 10 septembrie 2021 |
| 12            | 4            | „The Witchfinder”          | Anders Engström                       | Jennifer Yale    | 17 septembrie 2021 |
| 13            | 5            | „The Dinner Party”         | Anders Engström                       | Kirsa Rein       | 23 septembrie 2021 |
| 14            | 6            | „The Truth About Unicorns” | Anders Engström                       | Nelson Greaves   | 1 octombrie 2021   |
| 15            | 7            | „The Queen's Speech”       | Anders Engström                       | Jamie Chan       | 8 octombrie 2021   |
| 16            | 8            | „Rock-a-Bye”               | Anders Engström                       | Jonathan Tropper | 15 octombrie 2021  |

### Sezonul 3 (2022)
| Nr. în serial | Nr. în sezon | Titlu                        | Regizat de      | Scris de                               | Data lansării      |
| ------------- | ------------ | ---------------------------- | --------------- | -------------------------------------- | ------------------ |
| 17            | 1            | „Heavy Hangs the Head”       | Anders Engström | Jonathan Tropper & Jennifer Yale       | 26 august 2022     |
| 18            | 2            | „Watch Out for Wolves”       | Anders Engström | Kate Erickson and Jennifer Yale        | 2 septembrie 2022  |
| 19            | 3            | „This Land Is Your Land”     | Anders Engström | Adam Stein and Jonathan Tropper        | 9 septembrie 2022  |
| 20            | 4            | „The Storm”                  | Anders Engström | Dagny Looper and Nelson Greaves        | 16 septembrie 2022 |
| 21            | 5            | „The House of Enlightenment” | Anders Engström | Adam Benic and Jennifer Yale           | 23 septembrie 2022 |
| 22            | 6            | „The Lowlands”               | Anders Engström | Karl Taro Greenfeld and Nelson Greaves | 30 septembrie 2022 |
| 23            | 7            | „God Thunder”                | Anders Engström | Jennifer Yale and Jonathan Tropper     | 7 octombrie 2022   |
| 24            | 8            | „I See You”                  | Anders Engström | Jonathan Tropper                       | 14 octombrie 2022  |